# صادق خان
سِر صادق امان خان (انگلیسی: Sir Sadiq Aman Khan؛ زادهٔ ۸ اکتبر ۱۹۷۰) سیاست‌مدار بریتانیایی و عضو مجلس عوام بریتانیا از حزب کارگر و شهردار لندن است. وی در انتخابات ۵ مهٔ ۲۰۱۶، با کسب حدود ۵۷ درصد آرا، به نمایندگی از حزب کارگر، شهردار لندن شد و اولین شهردار مسلمان یک پایتخت غربی لقب گرفت.
صادق خان در فهرست ۱۰۰ فرد تأثیرگذار جهان نشریهٔ تایم در سال ۲۰۱۸ قرار گرفت. سیاست‌های او به‌عنوان شهردار لندن باعث شده‌اند حمل‌ونقل عمومی در این شهر در دسترس‌تر شود و تعداد خودروهای آلاینده در مرکز شهر کاهش یابد. با این حال، در دورهٔ مسئولیت او، سطح جرایم مرتبط با سلاح گرم و چاقو در لندن افزایش یافته است. در سال ۲۰۲۵، صادق خان در فهرست افتخار سال نو بریتانیا به‌پاس خدمات سیاسی و عمومی‌اش به دریافت عنوان شوالیه نائل شد؛ و نخستین شهردار لندن است که این افتخار را دریافت کرده است.

## پیشینه
صادق خان، هشتمین فرزند یک خانواده مهاجر پاکستانی است که در بیمارستان سنت جورج در محله توتینگ لندن زاده شد. اجدادش در پی جنگ‌های جدایی هند و پاکستان در سال ۱۹۴۷، از هند به پاکستان مهاجرت کردند.

پدر و مادر صادق خان، اندکی پیش از تولد او، به لندن مهاجرت کردند. پدرش، امان‌الله خان، به مدت ۲۵ سال در لندن راننده اتوبوس بود و مادرش خیاطی می‌کرد.
خان می‌گوید او هم از کودکی مشغول کار شده است: «پدر و مادرم همیشه درحال کار بودند. من هم به محض اینکه کاری گیر آوردم، شروع کردم به کار. روزهای شنبه کار ساختمانی می‌کردم.»
صادق خان آموزش‌های ابتدایی را در محله زادگاهش، توتینگ، گذراند. در هنگام تحصیل می‌خواست دندانپزشک شود، اما یک معلم پیشنهاد کرد از آنجایی که شخصیتی منطقی و استدلالی دارد، حقوق بخواند. پیشنهاد معلم و تأثیر برنامه‌های تلویزیونی، باعث شد او تحصیلش را در رشته حقوق ادامه دهد.
خان تحصیلات دانشگاهی‌اش را در دانشگاه شمال لندن گذراند.
او پیش از ورود به مجلس عوام بریتانیا در سال ۲۰۰۵، وکیل بود وٰ به وکالت در مسائل حقوق بشری مشغول شد.

## زندگی حرفه‌ای
صادق خان در سال ۱۹۹۴ به عنوان عضو انجمن شهر وارد شورای منطقه واندزوورث لندن شد.
او در انتخابات عمومی سال ۲۰۰۵ بریتانیا، به نمایندگی از حزب کارگر، از حوزه انتخابیه توتینگ وارد پارلمان بریتانیا شد.
در سال ۲۰۰۸، گوردن براون، نخست‌وزیر پیشین بریتانیا، در جریان تغییراتی که در کابینه خود وارد کرد، صادق خان را به عنوان وزیر امور جوامع وارد دولت خود کرد. به این ترتیب، او دومین عضو مسلمان دولت بریتانیا شد.

در سال ۲۰۰۹، خان به عنوان وزیر حمل و نقل، نخستین مسلمانی بود که وارد کابینه دولت بریتانیا شد.
در سال ۲۰۱۰ و پس از آنکه حزب کارگر در انتخابات عمومی شکست خورد و اد میلیبند از حزب کناره گرفت، هریت هارمن، سرپرست حزب کارگر، صادق خان را به عنوان وزیر حمل و نقل در دولت سایه انتخاب کرد.

## شهرداری
در سال ۲۰۱۵، حزب کارگر بریتانیا، صادق خان را به عنوان نامزد خود در انتخابات شهرداری لندن در ماه مه سال ۲۰۱۶ معرفی کرد.
صادق خان انتخابات درون حزبی برای انتخاب نامزد شهرداری لندن موفق به کسب ۶۰ درصد آرا شد. وی در تاریخ ۶ مه ۲۰۱۶ با کسب ۵۶٫۸ درصد آرا رقیب محافظه‌کارش را شکست داد و شهردار لندن شد.

## زندگی شخصی
صادق خان در سال ۱۹۹۴ با همکار وکیلش، سعدیه احمد ازدواج کرد. حاصل این ازدواج، دو دختر به نام‌های انیسه (زاده ۱۹۹۹) و اماره (زاده ۲۰۰۱) است.
خان به ورزش‌های فوتبال و کریکت علاقه زیادی دارد. او هوادار تیم فوتبال لیورپول و باشگاه کریکت ساری است.
در سال ۲۰۱۳، صادق خان به دلیل رای مثبت به ازدواج همجنسگرایان، تهدید به مرگ و با فتوای امام جماعت مسجد برادفورد مرتد اعلام شد.